# VolleyLigaen 2015-2016 (femminile)
La VolleyLigaen 2015-2016 si è svolta dal 4 ottobre 2015 al 17 aprile 2016: al torneo hanno partecipato otto squadre di club danesi e la vittoria finale è andata per la quarta volta, la terza consecutiva, al Brøndby Volleyball Klub.

## Regolamento

### Formula
Le squadre hanno disputato un girone all'italiana, con gare di andata e ritorno; al termine della regular season:
- Le prime sei classificate hanno acceduto ai play-off scudetto, strutturati in una fase a gironi composti da tre squadre ciascuno, con gare di andata e ritorno: la prima classificata di ogni girone ha acceduto alla finale per il primo posto, giocata con gare di andata e ritorno (nel caso in cui le squadre hanno ottenuto una vittoria a testa si è disputato un golden set), la seconda classifica di ogni girone ha acceduto alla finale per il terzo posto, giocata con gare di andata e ritorno (nel caso in cui le squadre hanno ottenuto una vittoria a testa si è disputato un golden set), l'ultima classificata di ogni girone ha acceduto alla finale per il quinto posto, giocata con gara unica.
- La settima classificata e due squadre della 1. Division hanno acceduto ai play-out, strutturati in una fase a gironi, con gare di andata e ritorno: se la prima classificata è stata la squadra di VolleyLigaen questa rimane in VolleyLigaen, invece se la prima classificata è stata una squadra di 1. Division questa è promossa in VolleyLigaen, mentre la squadra di VolleyLigaen è retrocessa in 1. Division.
- L'ultima classificata è retrocessa in 1. Division.

### Criteri di classifica
Se il risultato finale è stato di 3-0 o 3-1 sono stati assegnati 3 punti alla squadra vincente e 0 a quella sconfitta, se il risultato finale è stato di 3-2 sono stati assegnati 2 punti alla squadra vincente e 1 a quella sconfitta.
L'ordine del posizionamento in classifica è stato definito in base a:
- Punti;
- Numero di partite vinte;
- Ratio dei set vinti/persi;
- Ratio dei punti realizzati/subiti.

## Squadre partecipanti
Al campionato di VolleyLigaen 2015-16 hanno partecipato otto squadre: quella neopromossa dalla 1. Division è stata il Amager Volleyball Klub.
| Club           | Città          | Palazzetto                      | Stagione precedente   |
| -------------- | -------------- | ------------------------------- | --------------------- |
| Elite Aarhus   | Aarhus         | Århus Gl. Stadionhal Aarhus     | 5ª in VolleyLigaen    |
| Brøndby        | Brøndby        | Stadionhal 1 Brøndby            | Campione di Danimarca |
| Amager         | Copenaghen     | Sundbyhal 2 Copenaghen          | ? in 1. Division.     |
| Holte          | Holte          | Ny Holtehal Holte               | 3ª in VolleyLigaen    |
| Køge           | Køge           | Asgårdskolen Køge               | 6ª in VolleyLigaen    |
| Lyngby Volley  | Lyngby-Taarbæk | Engelsborghallen Lyngby-Taarbæk | 2ª in VolleyLigaen    |
| DHV Odense     | Odense         | Dalumhallen Odense              | 7ª in VolleyLigaen    |
| Fortuna Odense | Odense         | Klostermarkshallen Odense       | 4ª in VolleyLigaen    |

## Torneo

### Regular season

#### Risultati
| Girone di andata |                      |     |                                  |
|                  |                      |     |                                  |
| 04-10            | F. Odense-Holte      | 0-3 | 13-25, 14-25, 19-25              |
| 04-10            | Køge-Aarhus          | 3-0 | 25-12, 25-17, 26-24              |
| 04-10            | Copenaghen-Brøndby   | 0-3 | 15-25, 21-25, 18-25              |
| 17-10            | Aarhus-Brøndby       | 0-3 | 21-25, 20-25, 22-25              |
| 18-10            | Copenaghen-F. Odense | 3-0 | 28-26, 25-8, 25-8                |
| 18-10            | Holte-D. Odense      | 3-0 | 25-10, 25-10, 25-17              |
| 21-10            | Lyngby-Køge          | 3-1 | 25-27, 25-14, 26-24, 25-23       |
| 29-10            | D. Odense-Lyngby     | 0-3 | 16-25, 13-25, 18-25              |
| 31-10            | Brøndby-Lyngby       | 3-0 | 25-18, 25-11, 25-17              |
| 01-11            | D. Odense-Copenaghen | 0-3 | 8-25, 16-25, 21-25               |
| 01-11            | Køge-Holte           | 0-3 | 12-25, 16-25, 12-25              |
| 06-11            | Lyngby-F. Odense     | 3-1 | 25-14, 16-25, 25-7, 29-27        |
| 07-11            | Aarhus-D. Odense     | 3-0 | 25-14, 25-17, 25-15              |
| 08-11            | Copenaghen-Køge      | 3-0 | 25-22, 25-22, 25-14              |
| 08-11            | Holte-Brøndby        | 1-3 | 25-19, 22-25, 21-25, 17-25       |
| 10-11            | Holte-Lyngby         | 3-0 | 25-10, 25-15, 25-15              |
| 11-11            | F. Odense-D. Odense  | 3-0 | 25-13, 25-21, 25-17              |
| 12-11            | Brøndby-Køge         | 3-0 | 25-15, 25-23, 25-10              |
| 15-11            | Aarhus-Copenaghen    | 1-3 | 25-16, 21-25, 16-25, 19-25       |
| 17-11            | F. Odense-Aarhus     | 0-3 | 20-25, 20-25, 24-26              |
| 06-12            | D. Odense-Brøndby    | 0-3 | 10-25, 8-25, 9-25                |
| 06-12            | Køge-F. Odense       | 2-3 | 16-25, 25-18, 22-25, 25-11, 8-15 |
| 06-12            | Copenaghen-Holte     | 1-3 | 25-18, 17-25, 19-25, 20-25       |
| 06-12            | Lyngby-Aarhus        | 3-0 | 25-23, 25-19, 25-21              |
| 11-12            | Lyngby-Copenaghen    | 3-0 | 25-22, 25-23, 25-18              |
| 11-12            | F. Odense-Brøndby    | 0-3 | 9-25, 15-25, 18-25               |
| 12-12            | D. Odense-Køge       | 0-3 | 6-25, 18-25, 25-27               |
| 12-12            | Holte-Aarhus         | 3-0 | 25-8, 25-18, 25-14               |

| Girone di ritorno |                      |     |                                   |
|                   |                      |     |                                   |
| 09-01             | Brøndby-Aarhus       | 3-1 | 25-17, 20-25, 25-19, 25-16        |
| 09-01             | F. Odense-Copenaghen | 0-3 | 9-25, 15-25, 21-25                |
| 10-01             | D. Odense-Holte      | 0-3 | 17-25, 11-25, 16-25               |
| 10-01             | Køge-Lyngby          | 1-3 | 25-22, 17-25, 14-25, 13-25        |
| 14-01             | Brøndby-Copenaghen   | 3-0 | 25-18, 25-17, 25-23               |
| 16-01             | Holte-F. Odense      | 3-0 | 25-15, 25-17, 25-17               |
| 16-01             | Aarhus-Køge          | 3-0 | 26-24, 25-23, 25-21               |
| 17-01             | Lyngby-D. Odense     | 3-0 | 25-17, 25-7, 25-14                |
| 23-01             | Aarhus-F. Odense     | 3-0 | 25-15, 25-21, 25-19               |
| 23-01             | Copenaghen-D. Odense | 3-0 | 25-7, 25-13, 25-13                |
| 23-01             | Holte-Køge           | 3-0 | 25-22, 25-15, 25-10               |
| 24-01             | Lyngby-Brøndby       | 0-3 | 17-25, 19-25, 19-25               |
| 28-01             | Køge-Copenaghen      | 1-3 | 24-26, 19-25, 26-24, 19-25        |
| 30-01             | F. Odense-Lyngby     | 0-3 | 25-27, 15-25, 15-25               |
| 06-02             | D. Odense-Aarhus     | 0-3 | 18-25, 14-25, 12-25               |
| 09-02             | D. Odense-F. Odense  | 0-3 | 21-25, 25-15, 25-18               |
| 11-02             | Lyngby-Holte         | 0-3 | 18-25, 17-25, 17-25               |
| 13-02             | Køge-Brøndby         | 0-3 | 22-25, 18-25, 5-25                |
| 14-02             | Copenaghen-Aarhus    | 3-2 | 19-25, 25-15, 21-25, 25-15, 15-9  |
| 16-02             | Køge-D. Odense       | 3-0 | 25-21, 25-9, 25-14                |
| 20-02             | Brøndby-D. Odense    | 3-0 | 25-6, 25-9, 25-8                  |
| 21-02             | Holte-Copenaghen     | 3-0 | 25-19, 25-18, 25-11               |
| 21-02             | F. Odense-Køge       | 1-3 | 18-25, 25-23, 12-25, 18-25        |
| 21-02             | Aarhus-Lyngby        | 3-2 | 25-21, 25-19, 12-25, 22-25, 15-13 |
| 26-02             | Brøndby-Holte        | 3-1 | 25-23, 20-25, 25-21, 25-13        |
| 27-02             | Brøndby-F. Odense    | 3-0 | 25-16, 25-14, 27-25               |
| 27-02             | Aarhus-Holte         | 0-3 | 16-25, 15-25, 15-25               |
| 28-02             | Copenaghen-Lyngby    | 3-2 | 26-24, 25-23, 17-25, 22-25, 15-10 |

#### Classifica
| Pos. | Squadra        | Pt | G  | V  | P  | SV | SP | Ratio | PF    | PS    | Ratio |
| ---- | -------------- | -- | -- | -- | -- | -- | -- | ----- | ----- | ----- | ----- |
| 1.   | Brøndby        | 42 | 14 | 14 | 0  | 42 | 3  | 14    | 1 111 | 760   | 1.461 |
| 2.   | Holte          | 36 | 14 | 12 | 2  | 38 | 7  | 5.428 | 1 085 | 759   | 1.429 |
| 3.   | Amager         | 25 | 14 | 9  | 5  | 28 | 21 | 1.333 | 1 083 | 981   | 1.103 |
| 4.   | Lyngby Volley  | 26 | 14 | 8  | 6  | 28 | 21 | 1.333 | 1 073 | 1 000 | 1.073 |
| 5.   | Elite Aarhus   | 18 | 14 | 6  | 8  | 22 | 26 | 0.846 | 988   | 1 047 | 0.943 |
| 6.   | Køge           | 13 | 14 | 4  | 10 | 17 | 31 | 0.548 | 973   | 1 062 | 0.916 |
| 7.   | Fortuna Odense | 8  | 14 | 3  | 11 | 11 | 35 | 0.314 | 843   | 1 077 | 0.782 |
| 8.   | DHV Odense     | 0  | 14 | 0  | 14 | 0  | 42 | 0.000 | 582   | 1 052 | 0.553 |

| Qualificata ai play-off scudetto | Qualificata ai play-out | Retrocessa in 1. Division |

### Play-off scudetto
| Girone A |                |     |                           |
|          |                |     |                           |
| 04-03    | Brøndby-Lyngby | 3-0 | 25-19, 25-20, 25-15       |
| 05-03    | Lyngby-Aarhus  | 3-0 | 25-16, 25-20, 25-15       |
| 06-03    | Brøndby-Aarhus | 3-0 | 25-14, 25-9, 25-18        |
| 18-03    | Lyngby-Brøndby | 1-3 | 17-25, 17-25, 25-20, 6-25 |
| 19-03    | Aarhus-Brøndby | 0-3 | 21-25, 16-25, 17-25       |
| 20-03    | Aarhus-Lyngby  | 0-3 | 18-25, 13-25, 20-25       |

| 1 | Brøndby | 12 |
| 2 | Lyngby  | 6  |
| 3 | Aarhus  | 0  |

| Girone B |                  |     |                                   |
|          |                  |     |                                   |
| 11-03    | Holte-Køge       | 3-0 | 25-14, 25-7, 25-21                |
| 12-03    | Copenaghen-Køge  | 3-1 | 25-12, 26-28, 26-24, 25-16        |
| 13-03    | Holte-Copenaghen | 3-1 | 25-18, 25-14, 22-25, 25-11        |
| 23-03    | Køge-Copenaghen  | 2-3 | 25-20, 20-25, 13-25, 25-23, 11-15 |
| 24-03    | Copenaghen-Holte | 0-3 | 24-26, 22-25, 19-25               |
| 25-03    | Køge-Holte       | 0-3 | 16-25, 23-25, 11-25               |

| 1 | Holte      | 12 |
| 2 | Copenaghen | 5  |
| 3 | Køge       | 1  |

| Finale quinto posto |             |     |                                   |
|                     |             |     |                                   |
| 08-04               | Aarhus-Køge | 2-3 | 25-14, 22-25, 21-25, 25-22, 12-15 |

| Finale terzo posto |                   |     |                                  |
|                    |                   |     |                                  |
| 10-04              | Lyngby-Copenaghen | 2-3 | 25-27, 25-20, 25-18, 23-25, 8-15 |
| 12-04              | Copenaghen-Lyngby | 0-3 | 20-25, 16-25, 23-25; GS: 25-15   |

| Finale primo posto |               |     |                                       |
|                    |               |     |                                       |
| 09-04              | Holte-Brøndby | 0-3 | 18-25, 20-25, 17-25                   |
| 16-04              | Brøndby-Holte | 1-3 | 26-24, 23-25, 25-27, 18-25; GS: 25-21 |

### Play-out
| Andata |                   |     |                            |
|        |                   |     |                            |
| 05-03  | Randers-F. Odense | 1-3 | 13-25, 18-25, 25-16, 19-25 |
| 09-03  | Randers-Esbjerg   | 3-0 | 25-6, 25-14, 25-23         |
| 13-03  | F. Odense-Esbjerg | 3-0 | 25-23, 25-13, 25-20        |

| Ritorno |                   |     |                            |
|         |                   |     |                            |
| 22-03   | Esbjerg-Randers   | 1-3 | 25-27, 16-25, 26-24, 19-25 |
| 10-04   | Esbjerg.F. Odense | 1-3 | 22-25, 17-25, 25-21, 18-25 |
| 17-04   | F. Odense-Randers | 3-1 | 19-25, 25-23, 25-20, 25-15 |

| 1 | F. Odense | 12 |
| 2 | Randers   | 6  |
| 3 | Esbjerg   | 0  |

## Classifica finale
| Pos | Squadra        | Qualificazione      |
| --- | -------------- | ------------------- |
|     | Brøndby        |                     |
| 2   | Holte          |                     |
| 3   | Amager         |                     |
| 4   | Lyngby Volley  |                     |
| 5   | Køge           |                     |
| 6   | Elite Aarhus   |                     |
| 7   | Fortuna Odense |                     |
| 8   | DHV Odense     | 1. Division 2016-17 |

## Statistiche
| Rendimento individuale | Rendimento individuale | Rendimento individuale | Rendimento individuale |
| Pos.                   | Nome                   | Punti                  | Squadra                |
| ---------------------- | ---------------------- | ---------------------- | ---------------------- |
| 1                      | Sofia Purkhús          | 285                    | Amager                 |
| 2                      | Deprece Washington     | 269                    | Lyngby Volley          |
| 3                      | Amanda Brown           | 257                    | Lyngby Volley          |
| 4                      | Kayla Neto             | 252                    | Holte                  |
| 5                      | Trine Kjelstrup        | 250                    | Brøndby                |
| 6                      | Julie Mikaelsen        | 201                    | Brøndby                |
| 7                      | Asta Kjærgaard         | 194                    | Amager                 |
| 8                      | Brooke Seaman          | 192                    | Holte                  |
| 9                      | Nanna Mølgård          | 177                    | Køge                   |
| 10                     | Evyn McCoy             | 163                    | Lyngby Volley          |

| Attacchi vincenti | Attacchi vincenti      | Attacchi vincenti | Attacchi vincenti |
| Pos.              | Nome                   | Punti             | Squadra           |
| ----------------- | ---------------------- | ----------------- | ----------------- |
| 1                 | Sofia Purkhús          | 238               | Amager            |
| 2                 | Trine Kjelstrup        | 215               | Brøndby           |
| 3                 | Deprece Washington     | 211               | Lyngby Volley     |
| 4                 | Kayla Neto             | 205               | Holte             |
| 5                 | Amanda Brown           | 180               | Lyngby Volley     |
| 6                 | Nanna Mølgård          | 155               | Køge              |
| 7                 | Julie Mikaelsen        | 144               | Brøndby           |
| 8                 | Maria Demencia Morales | 141               | Brøndby           |
| 9                 | Brooke Seaman          | 139               | Holte             |
| 10                | Asta Kjærgaard         | 132               | Amager            |

| Muri vincenti | Muri vincenti           | Muri vincenti | Muri vincenti |
| Pos.          | Nome                    | Punti         | Squadra       |
| ------------- | ----------------------- | ------------- | ------------- |
| 1             | Paulina Hougaard-Jensen | 52            | Brøndby       |
| 2             | Maria Tyndeskov         | 38            | Elite Aarhus  |
| 2             | Amanda Brown            | 38            | Lyngby Volley |
| 4             | Natalia Perlińska       | 37            | Holte         |
| 5             | Evyn McCoy              | 34            | Lyngby Volley |
| 5             | Maia Stripp             | 34            | Holte         |
| 7             | Katrine Strøbæk         | 33            | Køge          |
| 8             | Dominique Thompson      | 28            | Brøndby       |
| 8             | Trine Rask-Nielsen      | 28            | Elite Aarhus  |
| 10            | Deprece Washington      | 27            | Lyngby Volley |

| Battute vincenti | Battute vincenti   | Battute vincenti | Battute vincenti |
| Pos.             | Nome               | Punti            | Squadra          |
| ---------------- | ------------------ | ---------------- | ---------------- |
| 1                | Nora Møllgaard     | 49               | Holte            |
| 2                | Eva Bang           | 39               | Brøndby          |
| 3                | Julie Mikaelsen    | 39               | Brøndby          |
| 4                | Amanda Brown       | 39               | Lyngby Volley    |
| 5                | Asta Kjærgaard     | 36               | Amager           |
| 6                | Jordan Fish        | 36               | Amager           |
| 7                | Alina Sode         | 34               | Amager           |
| 8                | Emma Brix          | 33               | Køge             |
| 9                | Laura Jensen       | 32               | Fortuna Odense   |
| 10               | Deprece Washington | 31               | Lyngby Volley    |

NB: I dati sono riferiti all'intero torneo.